# Паоло Целини
Паоло Целини (на италиански: Paolo Zellini) е италиански математик и есеист.
Роден е през 1946 година в Триест. Завършва математика в Римския университет „Ла Сапиенца“. Работи главно в областта на числения анализ. Автор е на есета, разглеждащи връзката на развитието на математическите концепции с общата културна история.